# Richard Meier (Architekt)

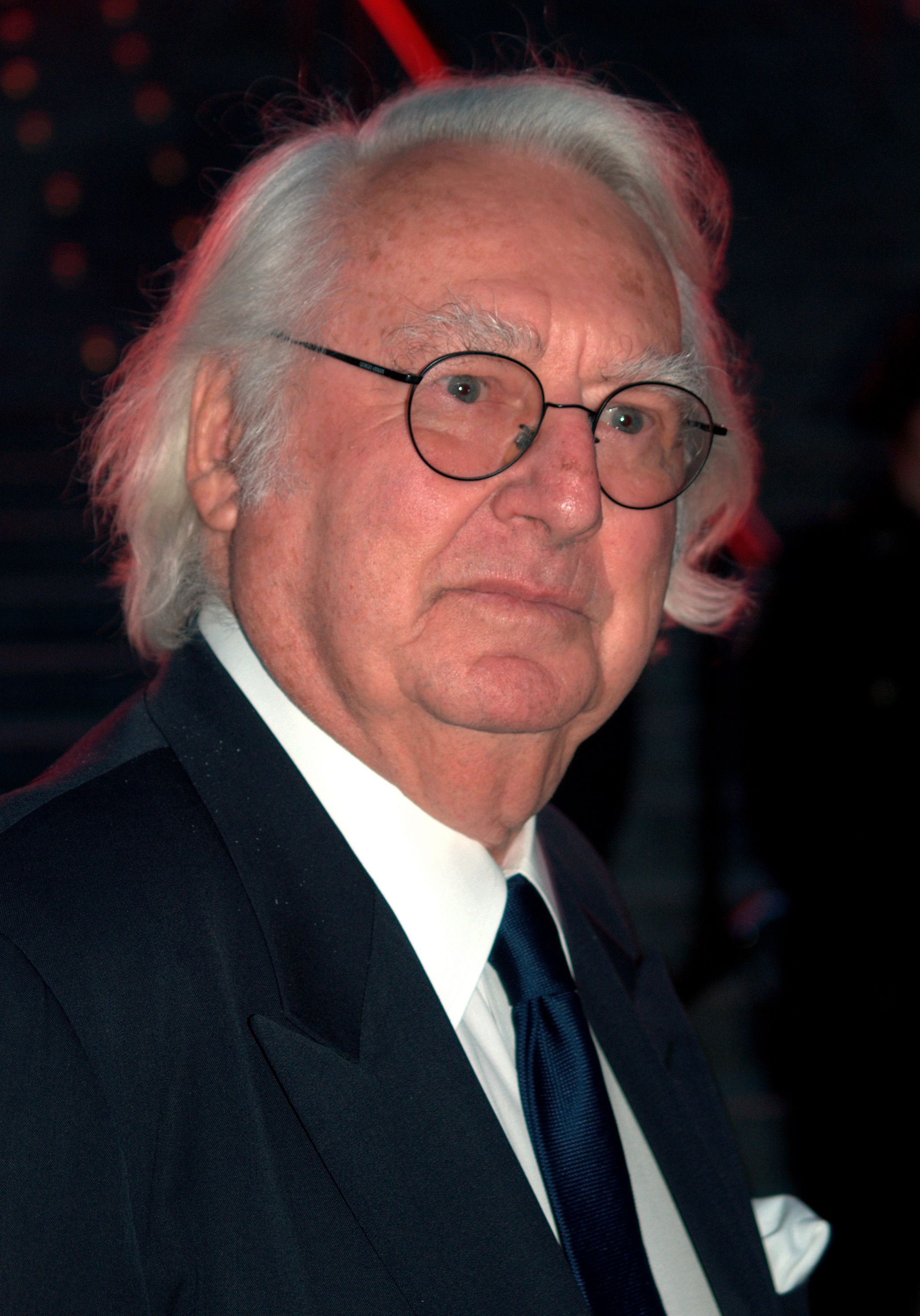
Richard Meier (2009)

Peter Richard Alan Meier (* 12. Oktober 1934 in Newark, New Jersey) ist ein amerikanischer Architekt und Pritzker-Preisträger.

## Leben
Richard Meier studierte bis 1957 Architektur an der Cornell University und eröffnete 1963 sein eigenes Architekturbüro in Essex Fells, New Jersey, nachdem er unter anderem für Marcel Breuer gearbeitet hatte.

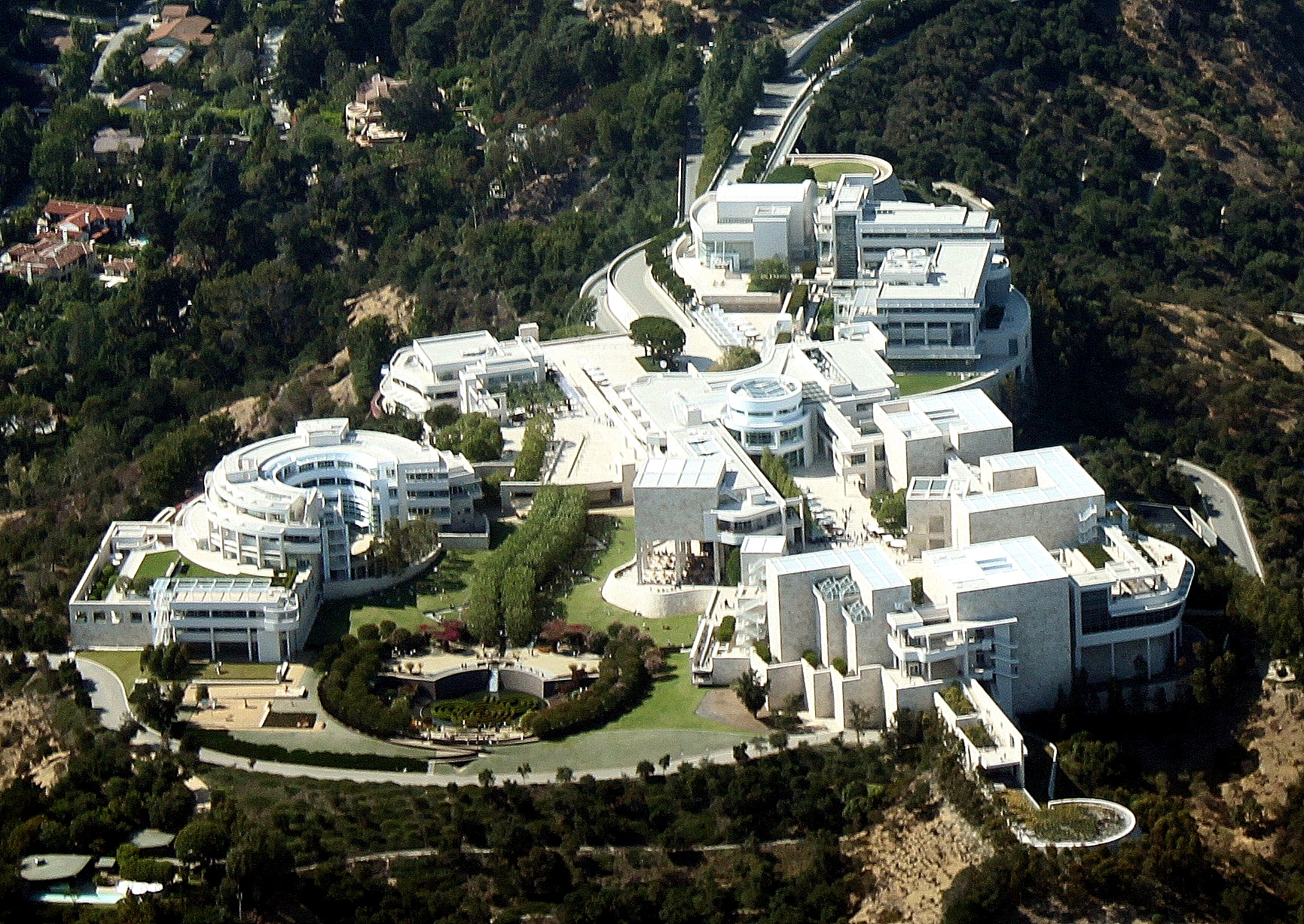
Luftbild des Getty Center in Los Angeles

Er erhielt Aufträge für Einfamilienhäuser/Villen, elegante weiße Gebäude, die nicht Bezug nehmen zum sogenannten „Bauhausstil“, sondern zur Wohnhausarchitektur von Le Corbusier, wie Meier wiederholt betont hat. An diesen Stil schließen sich auch fast alle anderen der von ihm entworfenen Gebäude an. Sie sind in weißer Farbe und strengen geometrischen Formen gehalten und zeichnen sich durch lichtdurchflutete Innenräume aus.
Eine der wenigen von seinem Grundsatz, ausschließlich in Weiß zu bauen, abweichenden Ausnahmen ist das Getty Center (ebenso: Grotta House, Westchester House und Des Moines Art Center Addition). Beim Getty Center bestanden die Bauherren auf einer der Landschaft angepassten Gebäudefarbe, Meier hingegen auf Reinweiß. Der Kompromiss zeigt sich jedem Besucher des Getty Centers auf den ersten Blick: Alle Gebäude sind in einem hellen Ocker gehalten, dem eigens kreierten „Getty White“.
Sein eigenes Wohnhaus, ein altes Farmhaus in East Hampton auf Long Island, befreite er von der weißen Farbe und lässt seitdem das helle Braun der Schindeln wieder dominieren.
Richard Meier legte im Frühjahr 2018 wegen Vorwürfen sexueller Belästigung die Leitung seines Architekturbüros für sechs Monate nieder. Im Oktober 2018 übergab Meier die Leitung seines 1963 gegründeten Büros. Anfang 2021 ging er in den Ruhestand.

## Ehrungen und Auszeichnungen
- 1983: Ehrenmitgliedschaft des Bundes Deutscher Architekten BDA
- 1983: Aufnahme in die American Academy of Arts and Letters[6]
- 1984: Pritzker-Preis
- 1984: Compasso d’Oro
- 1990: Wahl zum Mitglied (NA) der National Academy of Design in New York[7]
- 1995: Aufnahme in die American Academy of Arts and Sciences
- 1997: Praemium Imperiale für Architektur
- 2006: Honour Award 2006 des American Institute of Architects (AIA) für das Gebäude der Sammlung Frieder Burda in Baden-Baden
- Ehrendoktorwürden der Universität Neapel und der Universität Bukarest

## Zitate
- „Das Wichtigste ist Licht. Licht ist Leben.“ (Richard Meier)
- „… das Gebäude führt die konventionelle Praxis der Moderne provokativ über die etablierten Grenzen hinaus…“ (Ada Louise Huxtable, NY Times 1979)

## Bedeutende Bauwerke (Auswahl)

The Atheneum, New Harmony, Indiana

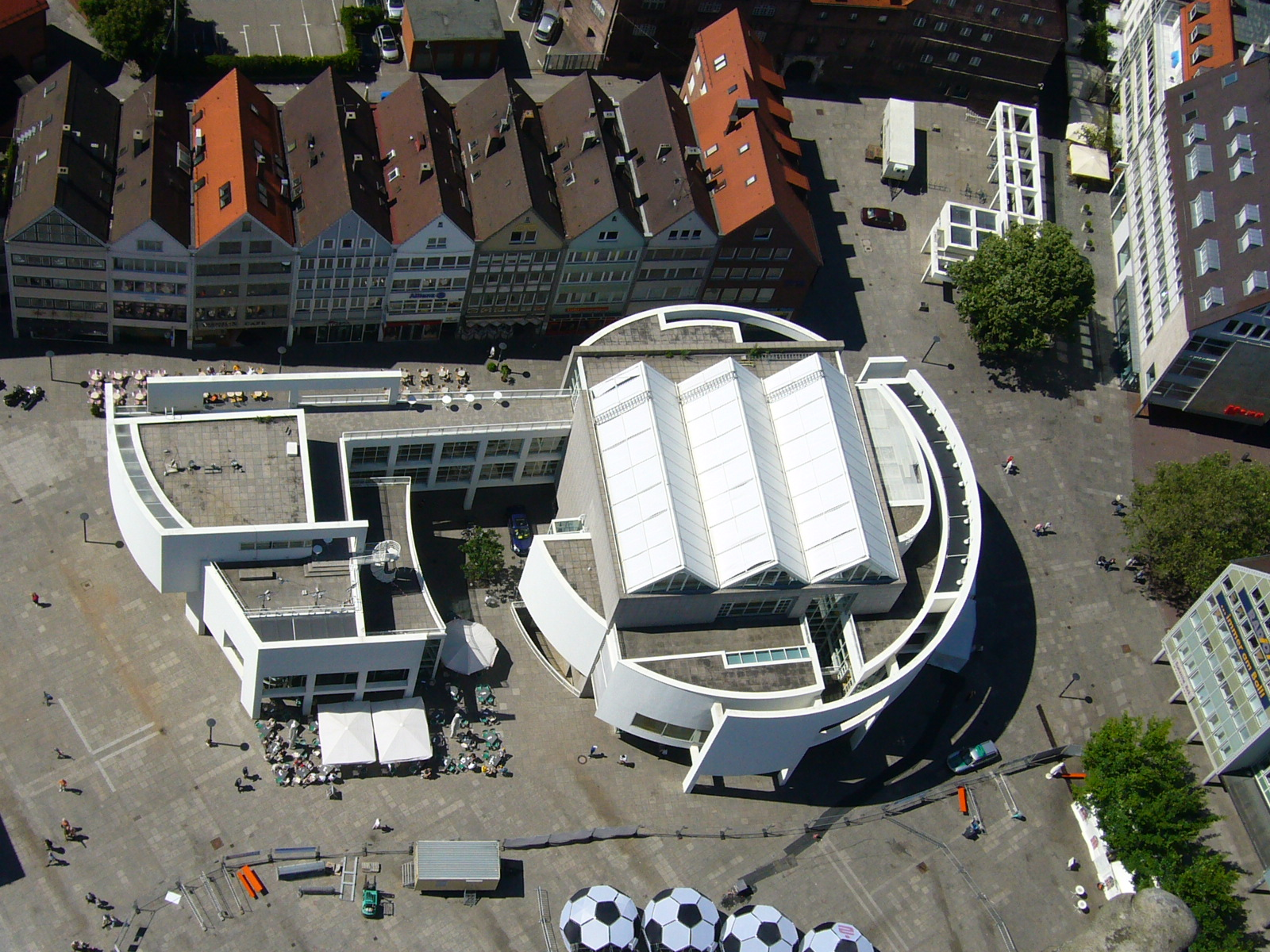
Stadthaus Ulm

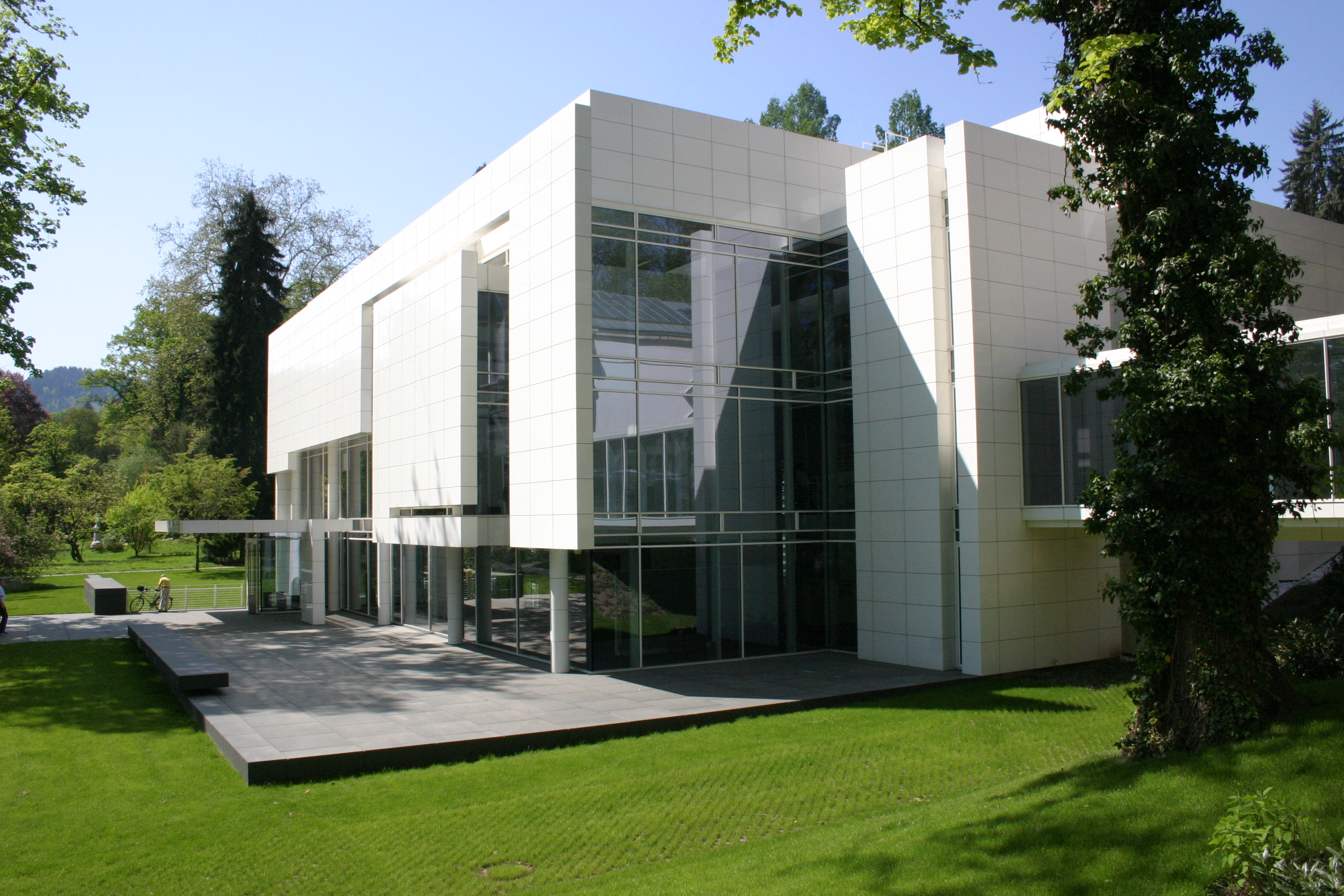
Museum Frieder Burda, Baden-Baden

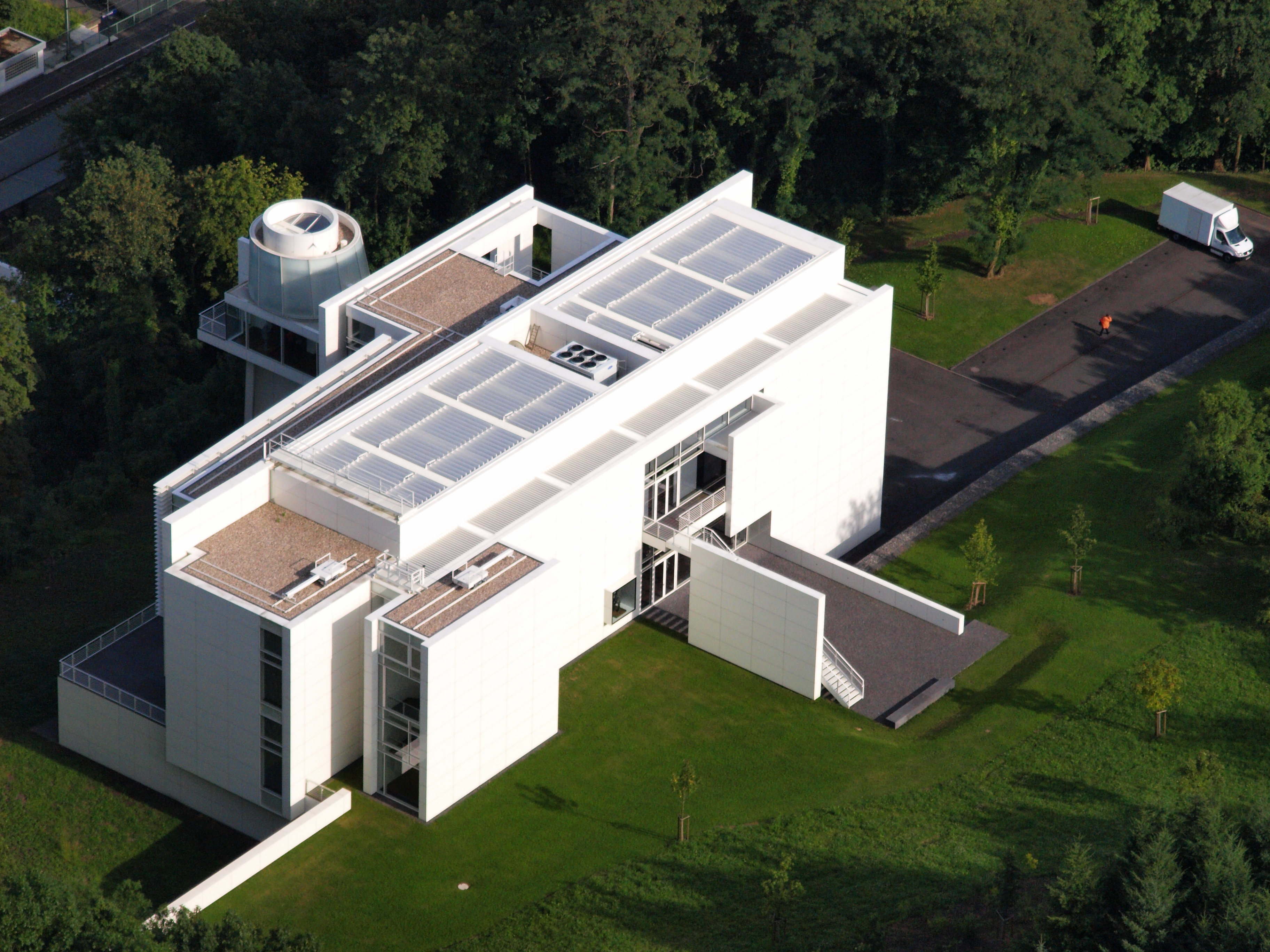
Arp Museum aus nordwestlicher Richtung

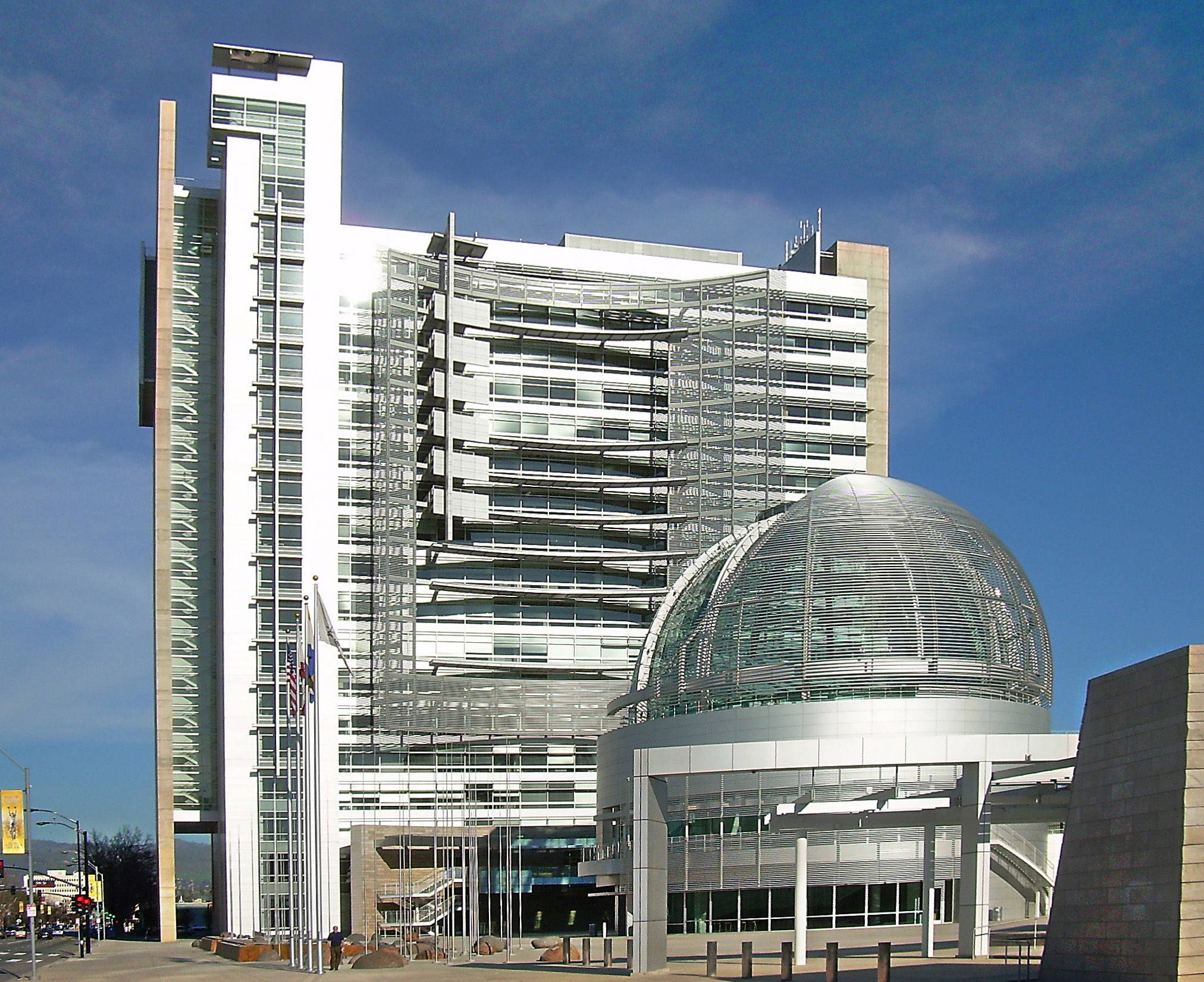
San Jose City Hall

- Essex Fells House (Meier House) (1963–1965), Essex Fells, New Jersey
- Smith House (1965–1967), Darien, Connecticut
- Haus Weinstein (1969–1971), Old Westbury
- Douglas House (1973), Harbor Springs, Michigan, USA
- Stuart R. and Paula Shamberg House (1972–74), Chappaqua[8]
- The Athenaeum (1975–1979), New Harmony, Indiana, USA, heute: touristisches Informationszentrum für New Harmony[9]
- Wohnheim des Olivetti Training Center in Tarrytown (1971), New York, USA
- Hartford Seminary (1978–1981), Hartford (Connecticut)
- Museum für Kunsthandwerk (1979–1985), heute: Museum Angewandte Kunst, Frankfurt am Main
- High Museum of Art (1980–1983), Atlanta, USA
- Getty Center (1984–1997), Los Angeles, USA
- Stadthaus und Bibliothek (1986–1994), Den Haag, Niederlande
- Stadthaus Ulm (1986–1993), Ulm, 2019 als erstes Richard Meier-Gebäude als „Kulturdenkmal von besonderer Bedeutung“ unter Denkmalschutz gestellt[10]
- Daimler-Benz-Forschungszentrum (1989–1992, heute: Daimler-Forschungszentrum), Ulm
- Hypo-Vereinsbank (1989–1993), Luxemburg
- White Plaza (1990–1998), Basel, Schweiz
- Museu d’Art Contemporani de Barcelona, MACBA (Museum für Zeitgenössische Kunst; 1992–1995), Barcelona
- Alfonse M. D’Amato United States Courthouse (2000), Central Islip, Suffolk County, Long Island, größtes Gebäude Long Islands[11]
- Museo dell’ Ara Pacis Augustae (1995–2006), Rom
- The Museum of Television & Radio, Paley Center for Media, Beverly Hills, Los Angeles (1996), heute: Mr. Brainwash Art Museum von Thierry Guetta[12]
- SiemensForum München (1997–2000), München
- Chiesa di Dio Padre Misericordioso (1998–2003), Rom
- Peek & Cloppenburg Weltstadthaus (Textilkaufhaus), eröffnet 2001, Düsseldorf-Stadtmitte
- Grohe Corporate Center, eröffnet 2002, Düsseldorf-Oberkassel
- Museum Frieder Burda (2002–2004), Baden-Baden
- Peek & Cloppenburg „Weltstadthaus“, eröffnet 2007, Mannheim
- Arp Museum (2002–2007), Remagen-Rolandseck bei Bonn
- Rathaus San Jose, USA
- Rothschild Tower, Wohnhochhaus (2007–2016), Tel Aviv
- Oxfordshire Residence (2007–2017), Wohnhaus, Oxfordshire, England
- Hamburg-America-Center (2009), Hamburg
- Coffee Plaza (2007–2009), Hamburg (HafenCity)[13]
- The Surf Club, Wohnhochhaus (2012–2015) in Surfside (Florida), USA
- Strandhaus (2014–2018), Hamburg (HafenCity)[14]

### Leben, Werk, Einzelaspekte
- Tom Grotta (Hg.): The Grotta Home by Richard Meier. A Marriage of Architecture and Craft. arnoldsche Art Publishers 2019, ISBN 978-3-89790-568-9.
- Dieter Bartetzko: Bauen, wie Josephine Baker tanzt. Richard Meier und die Entwicklung der deutschen Innenstadt nach 1945. Stadthaus Ulm, edition stadthaus, Band 6, Ulm 2009, ISBN 3-934727-25-5
- Volker Fischer: Richard Meier. Der Architekt als Designer und Künstler. Edition Axel Menges 2003, ISBN 3-932565-32-0.
- Philip Jodidio: Richard Meier" Taschen, Köln 1995, ISBN 3-8228-9256-4.
- Werner Blaser: Richard Meier. Bauen für die Kunst. Birkhäuser, Basel 1990, ISBN 3-7643-2326-4.
- Ferruccio Izzo und Alessandro Gubitosi: Richard Meier. Architetture - Progetti 1986–1990. Mit Texten von Vittorio Magnago Lampugnani, Alberto Izzo, Camillo Subitosi und Ferruccio Izzo (Ausstellungskatalog Palazzo Reale Neapel), Centro Di, Florenz 1991.
- Richard Meier: Das Stadthaus hat einen besonderen Platz in meinem Herzen. Anmerkungen zum Stadthaus Ulm (3 Reden Richard Meiers zum Stadthaus Ulm), Stadthaus Ulm, edition stadthaus, Band 1, Ulm 2007, ISBN 978-3-934-727-19-9.
- Richard Meier Architect. Buildings and Projects 1966–1976, mit einer Einführung von Kenneth Frampton und einem Nachwort von John Hejduk, New York 1976.
- Richard Meier Architect, mit einem Vorwort von Richard Meier, einer Einführung von Joseph Rykwert und einem Nachwort von John Hejduk, Rizzoly, New York 1984, (Englische Ausgabe) ISBN 0-8478-0496-8.
- Richard Meier & Partners, Complete Works 1963–2008 (ISBN 978-3-8228-3683-5).
- Lois E. Nesbitt: Richard Meier. Collages, mit einem Interview mit Richard Meier von Clare Farrow, New York 1990.
- Valerie Vaudou (Hrsg.): Richard Meier. Pour la modernité, mit einem Vorwort von Richard Meier, Paris 1986.
- Ingeborg Flagge, Oliver G. Hamm: Richard Meier in Europe. Englisch/Deutsch. Verlag Ernst & Sohn 1997; ISBN 3-433-02435-9.

### Einzelbauten
- Literatur zu diversen Einzelbauten Richard Meiers: siehe die oben in der Übersicht aufgeführten und verlinkten Artikel, dort jeweils im Abschnitt Literatur.

### Interviews und Gespräche
- Gero von Boehm: Richard Meier. 28. Oktober 2003. Interview in: Begegnungen. Menschenbilder aus drei Jahrzehnten. Collection Rolf Heyne, München 2012, ISBN 978-3-89910-443-1, S. 397–404
- Gespräch mit Richard Meier. In: Der Mut zur Veränderung. Das Stadthaus auf dem Ulmer Münsterplatz. (Interview in englischer Sprache, 14:27 Min), auf YouTube.[15]